# Breakout Kings
Breakout Kings is een Amerikaanse televisieserie van de zender A&E Network. De serie wordt gemaakt door Nick Santora en Matt Olmstead.
A&E heeft Breakout Kings op 17 mei 2012 na twee seizoenen geannuleerd.

## Hoofdpersonages
| Personage              | Te zien in           | Te zien in           | Te zien in           | Te zien in           | Te zien in           |
| Personage              | Seizoen 1 (2011)     | Seizoen 2 (2012)     |                      |                      |                      |
| ---------------------- | -------------------- | -------------------- | -------------------- | -------------------- | -------------------- |
| Charlie Duchamp        | Laz Alonso           | Laz Alonso           | Laz Alonso           | Laz Alonso           | Laz Alonso           |
| Ray Zancanelli         | Domenick Lombardozzi | Domenick Lombardozzi | Domenick Lombardozzi | Domenick Lombardozzi | Domenick Lombardozzi |
| Julianne "Jules" Simms | Brooke Nevin         | Brooke Nevin         | Brooke Nevin         | Brooke Nevin         | Brooke Nevin         |
| Sean "Shea" Daniels    | Malcolm Goodwin      | Malcolm Goodwin      | Malcolm Goodwin      | Malcolm Goodwin      | Malcolm Goodwin      |
| Erica Reed             | Serinda Swan         | Serinda Swan         | Serinda Swan         | Serinda Swan         | Serinda Swan         |
| Dr. Lloyd Lowery       | Jimmi Simpson        | Jimmi Simpson        | Jimmi Simpson        | Jimmi Simpson        | Jimmi Simpson        |

## Dvd

### Seizoen 1
Het eerste seizoen van Breakout Kings verschijnt op 13 maart 2012 op dvd. hierop staan alle afleveringen en een aantal extra's.
Algemene informatie
- Boxset: 4 dvd's
- Afleveringen: 13
- Ondertiteling: Engels, Frans en Spaans
- Verschijningsdatum: 13 maart 2012

Extra's
- Audio commentaar voor Pilot
- Audio commentaar voor The Bag Man
- Alternatieve en verwijderde scènes
- Good Cons, Bad Cons
- Bullpen Sessions
- T-bag dealt een slechte hand

## Prijzen
Prijzen die Breakout Kings gewonnen heeft.

### Gewonnen
- 2011 The Couchie Awards[2]
  - Beste Adrenaline Boost

## Wetenswaardigheden
- In eerste instantie was de serie geschreven voor het televisienetwerk Fox, die groen licht had gegeven voor een eerste aflevering maar later toch afzag van de serie.
- Robert Knepper zou met zijn Prison Break-personage T-Bag in 4 afleveringen verschijnen. Hij is in 1 aflevering verschenen.
- Camille Guaty duikt in seizoen 2 op met haar Prison Break-personage Maricruz Delgado.